# واين إدواردز (لاعب كرة قاعدة)
واين إدواردز (بالإنجليزية: Wayne Edwards)‏ هو لاعب كرة قاعدة أمريكي، ولد في 7 مارس 1964 في بربانك في الولايات المتحدة.